# 대한민국 형법 제95조
대한민국 형법 제95조는 시설제공이적죄에 관한 형법 각칙의 조문이다.

## 조문
제95조 【시설제공이적】
① 군대 · 요새 · 진영 또는 군용에 공하는 선박이나 항공기 기타 장소 · 설비 또는 건조물을 적국에 제공한 자는 사형 또는 무기징역에 처한다.
② 병기 또는 탄약 기타 군용에 공하는 물건을 적국에 제공한 자도 전항의 형과 같다.

## 해설
미수범은 처벌하며 (→형법 제100조), 예비·음모, 선동·선전 행위 또한 처벌한다. (→형법 제101조)